# Plektrantus koleusowaty

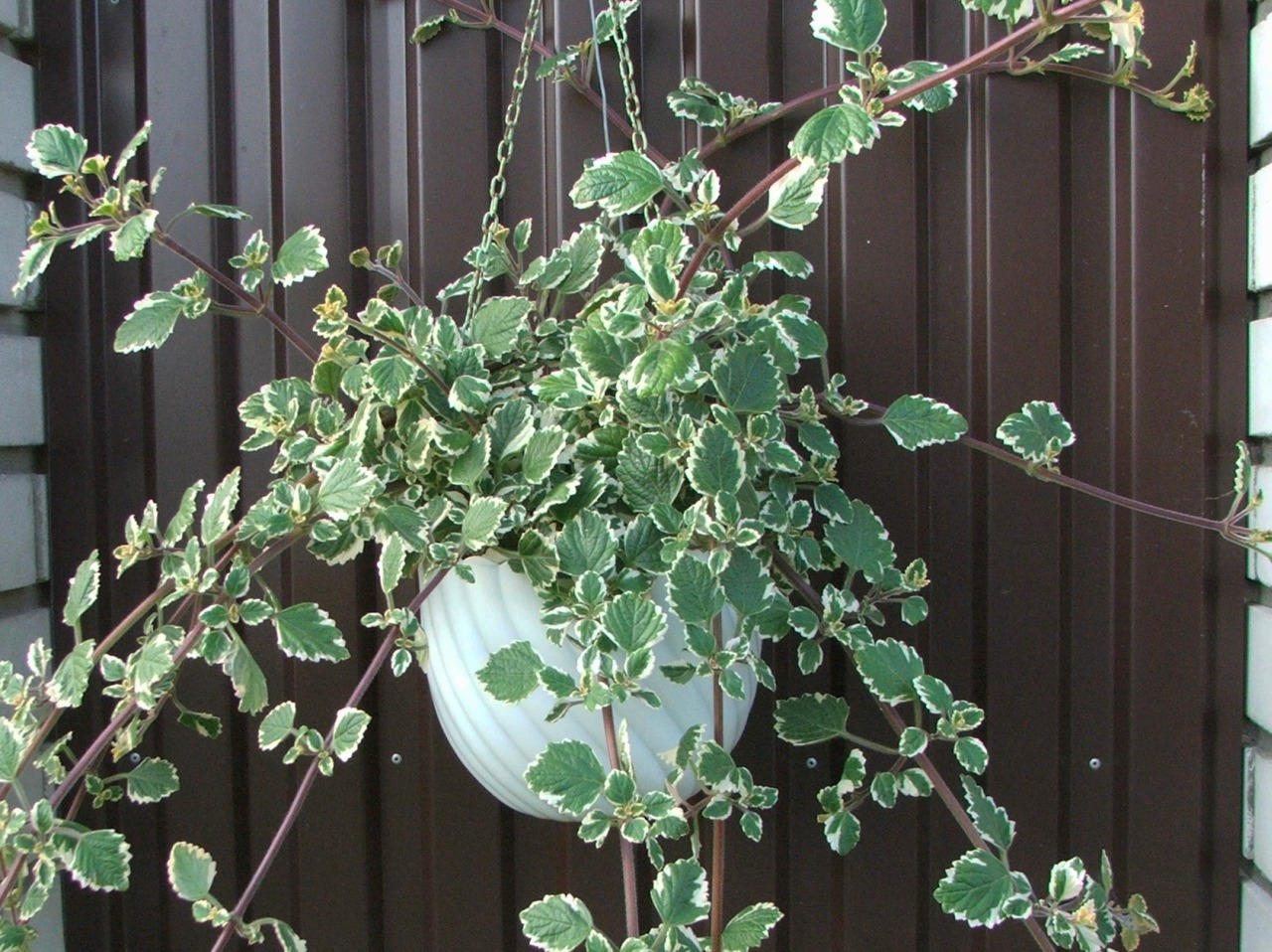
'Marginata'

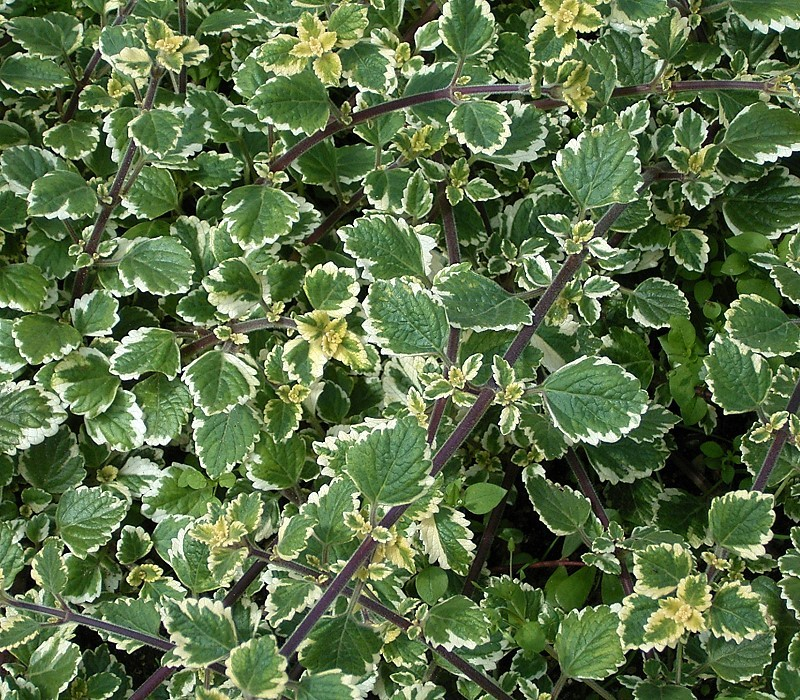
'Marginata'

Plektrantus koleusowaty (Plectranthus glabratus (Benth.) Alston) – gatunek rośliny z rodziny jasnotowatych. Popularne nazwy: komarzyca, komarnica, kadzidełko. Pochodzi z obszarów tropikalnych; według niektórych źródeł z Wysp Fidżi, Nowej Kaledonii i Australii, według innych z Półwyspu Indyjskiego. Jest uprawiany jako roślina ozdobna, w Polsce głównie jako roślina pokojowa. 

## Morfologia
ŁodygaDość grube, delikatnie owłosione i purpurowo nabiegłe pędy, które początkowo podnoszą się, potem zwisają. Osiągają długość do 100 cm.
LiściePojedyncze, na krótkich ogonkach, szerokojajowate o karbowanych brzegach. Są delikatnie owłosione, mają jasnozielony kolor. U często uprawianej odmiany 'Marginatus' mają białe obrzeżenia na brzegach blaszki.
KwiatyGrzbieciste, dwuwargowe, o budowie typowej dla rodziny jasnotowatych. Mają jasnofioletowy lub biały kolor i wyrastają w okółkach na szczycie pędów, tworząc grona o długości 15–20 cm. Są mało ozdobne.

## Biologia
Bylina. Kwitnie od lata do jesieni, jednak w polskich warunkach rzadko zawiązuje nasiona. Cała roślina wydziela dość silny zapach podobny do zapachu bluszczyka kurdybanka. Rozrasta się silnie tworząc gęstą darń. Roślina jest długowieczna, ale co 3-4 lata wymaga odmłodzenia, gdyż starsze okazy stają się brzydkie.

## Zastosowanie
Jest dobrą rośliną okrywową, jej walorami ozdobnymi są liście i pokrój. Ze względu na brak mrozoodporności może być jednak uprawiana w gruncie tylko jako roślina jednoroczna. Najczęściej jest hodowana w doniczkach i używana do dekoracji pokojów, balkonów i altan. Jej zapach przypomina zapach kamfory. Uznaje się, że intensywny zapach tej rośliny odstrasza mole i komary, stąd pochodzi jej popularna nazwa: komarzyca. Obecnie nie ma jednak wystarczających dowodów naukowych potwierdzających te twierdzenia. Może rosnąć w oświetlonej łazience. Dobrze nadaje się jako roślina okrywowa w pojemnikach z innymi, wyższymi roślinami pokojowymi, np. z draceną, figowcem, krotonem. W lecie może być uprawiana w doniczce w nieco zacienionym miejscu w ogrodzie.

## Uprawa
- Wymagania. Nie ma specjalnych wymagań co do podłoża, wystarcza mu typowa, próchniczna ziemia z torfem używana dla roślin doniczkowych. Najlepsze jest rozproszone oświetlenie; zbyt silne, bezpośrednie światło słoneczne hamuje przyrost pędów i źle wpływa na wygląd liści. Temperatura pokojowa latem jest odpowiednia, zimą lepiej jest przenieść go do chłodniejszego pomieszczenia. Jest odporny na suche powietrze w mieszkaniach z centralnym ogrzewaniem. Jest zupełnie nieodporny na przemarzanie.
- Sposób uprawy. Wymaga umiarkowanego podlewania, tak aby ziemia zdążyła przeschnąć, zarówno nadmierne, jak i zbyt małe podlewanie jest szkodliwe. Przez lato nawozi się co 3–4 tygodnie nawozami płynnymi, nie dłużej niż do końca sierpnia. Co rok lub nawet częściej roślinę przesadza się do większej doniczki. Kwiaty i starsze pędy usuwa się, gdyż szpecą roślinę.
- Rozmnażanie. Przez sadzonki pędowe, które łatwo ukorzeniają się w wodzie lub od razu w ziemi, ukorzeniacze są zbędne. Można to robić przez cały rok, najlepszą porą jest jednak wiosna i lato.